# Листвянка (Топчихинський район)
Листвя́нка (рос. Листвянка) — село у складі Топчихинського району Алтайського краю, Росія. Входить до складу Чаузовської сільської ради.

## Населення
Населення — 159 осіб (2010; 202 у 2002).
Національний склад (станом на 2002 рік):
- росіяни — 97 %